# Списък с български езиковеди
Това е списък с имена на по-известни български езиковеди:

## Професори
- Александър Теодоров-Балан – български език, граматика на българския език
- Ангелина Минчева-Игнатова – старобългарски език
- Антони Стоилов – диалектолог
- Беньо Цонев – история на езика, диалектология
- Благой Шклифов – диалектология
- Борис Симеонов – общо езикознание, ономастика
- Боян Вълчев – история на българския книжовен език
- Василка Радева – лексикология
- Венче Попова
- Вера Маровска – стилистика и морфология
- Владко Мурдаров – българистика, правописни норми, преводач
- Георги Попов – българист и богослов
- Димитър Веселинов – емпрунтология, лексикография
- Димитър Тилков – фонетика
- Живко Бояджиев – общо езикознание
- Елка Добрева – текстолингвистика
- Чл.-кор. Иван Добрев – старобългарски език, палеославистика
- Акад. Иван Дуриданов – общо езикознание, българска и славянска ономастика
- Иван Георгов – развой на детския език
- Иван Гълъбов – старобългарски език, славистика и индоевропеистика
- Иван Касабов – семантика
- Иван Кочев – диалектолог, фонолог
- Иван Куцаров – морфология
- Йордан Пенчев – синтаксис
- Лилия Илиева – общо езикознание, морфосинтаксис
- Любомир Андрейчин – български език, граматика на българския език,
- Кирил Мирчев – старобългарски език, история на българския езикнижовен език
- Константин Попов – синтаксис
- Климентина Иванова – филолог и текстолог
- Милена Йорданова - тюрколог
- Мирослав Янакиев – общо езикознание, стихознание
- Михаил Виденов – социолингвистика
- Моско Москов – общо езикознание, текстолингвистика
- Петко Петков (р. 1959) – старобългарски език, история на българския език, преподавател в Софийския университет
- Петя Асенова – балканско езикознание, общо езикознание, съпоставително езикознание, ономастика, етнолингвистика
- Петър Пашов – граматика на българския език
- Руселина Ницолова – морфология и синтаксис
- Светломир Иванчев
- Стефан Брезински – славистика, фонетика, морфология, лексикология, психо- и социолингвистика, етимология, фразеологията, историческа граматика, диалектология
- Стефан Илчев – лексикология, лексикография
- Стефан Младенов – общо езикознание, история на езика
- Стойко Стойков – диалектология, фонетика
- Стоян Буров – морфолог
- Стоян Стоянов – морфология, диалектология
- Тодор Бояджиев – фонетика, диалектология и лексикология
- Христо Първев – фонетика и лексикография
- Юлияна Стоянова – психолингвистика

## Доценти
- Андреана Ефтимова – психолингвистика
- Боян Николаев – морфология
- Георги Герджиков – морфология, структурна лингвистика
- Евдокия Христова – диалектология
- Лили Лашкова- сърбохърватски език, славистика
- Петър Воденичаров – социолингвистика
- Петър Илчев – старобългарски език, историческо езикознание
- Петя Осенова – морфология и синтаксис
- Стефан Гърдев
- Маргарет Димитрова – история на българския език